# Kristallwand
Kristallwand är ett berg i Österrike.   Det ligger i förbundslandet Tyrolen, i den centrala delen av landet, 300 km väster om huvudstaden Wien. Kristallwand ligger 3 311 meter över havet.
Den högsta punkten i närheten är Hoher Zaun, 3 451 meter över havet, 1,4 km nordväst om Kristallwand. Runt Kristallwand är det ganska glesbefolkat, med 26 invånare per kvadratkilometer.. Närmaste större samhälle är Matrei in Osttirol, 14,5 km sydost om Kristallwand.